# Intercontinental Rally Challenge in 2010
Dit overzicht is mogelijk incompleet; u kunt helpen door het uit te breiden.
De Intercontinental Rally Challenge in 2010 was de vijfde jaargang van de Intercontinental Rally Challenge.